# Naturgas i Nederländerna

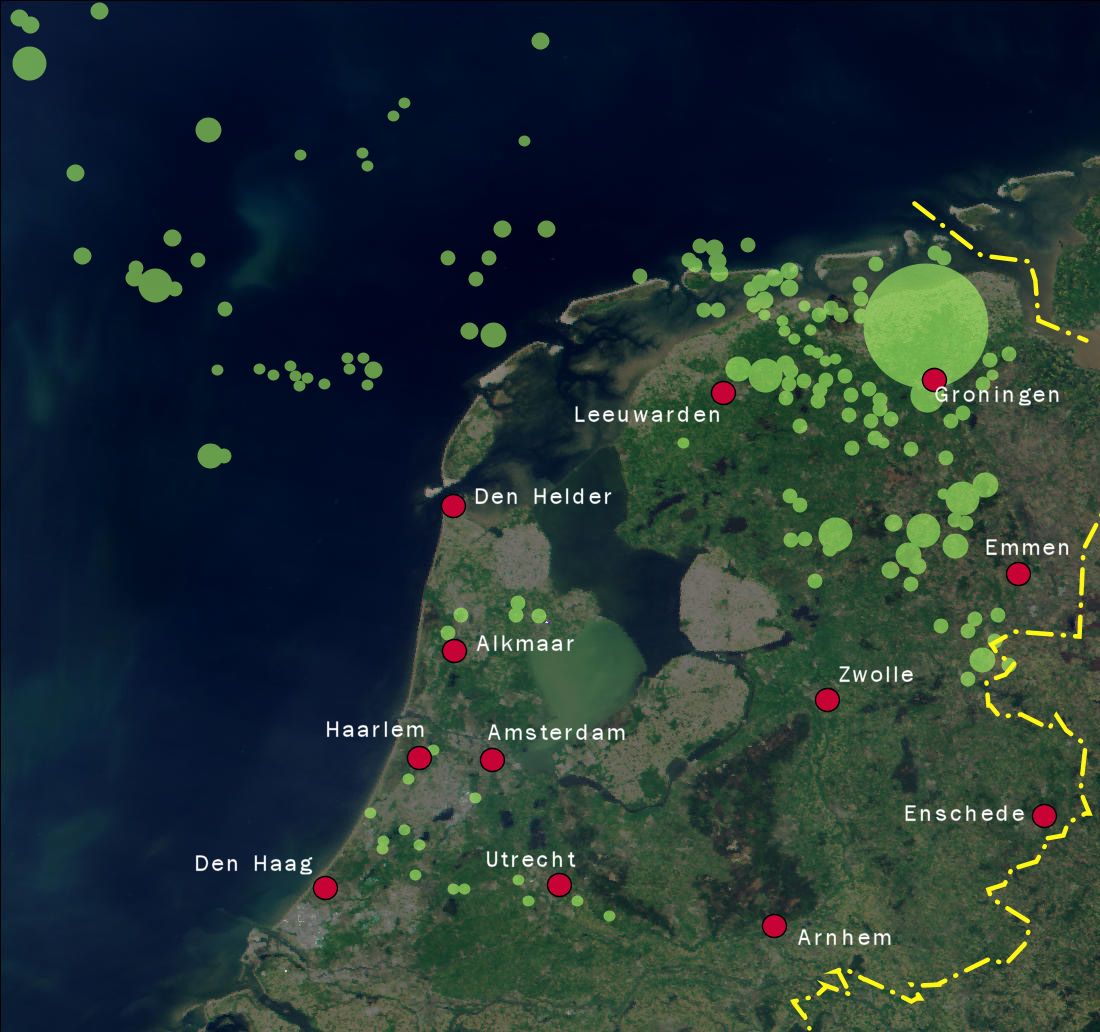
Naturgaskoncessioner i Nederländerna

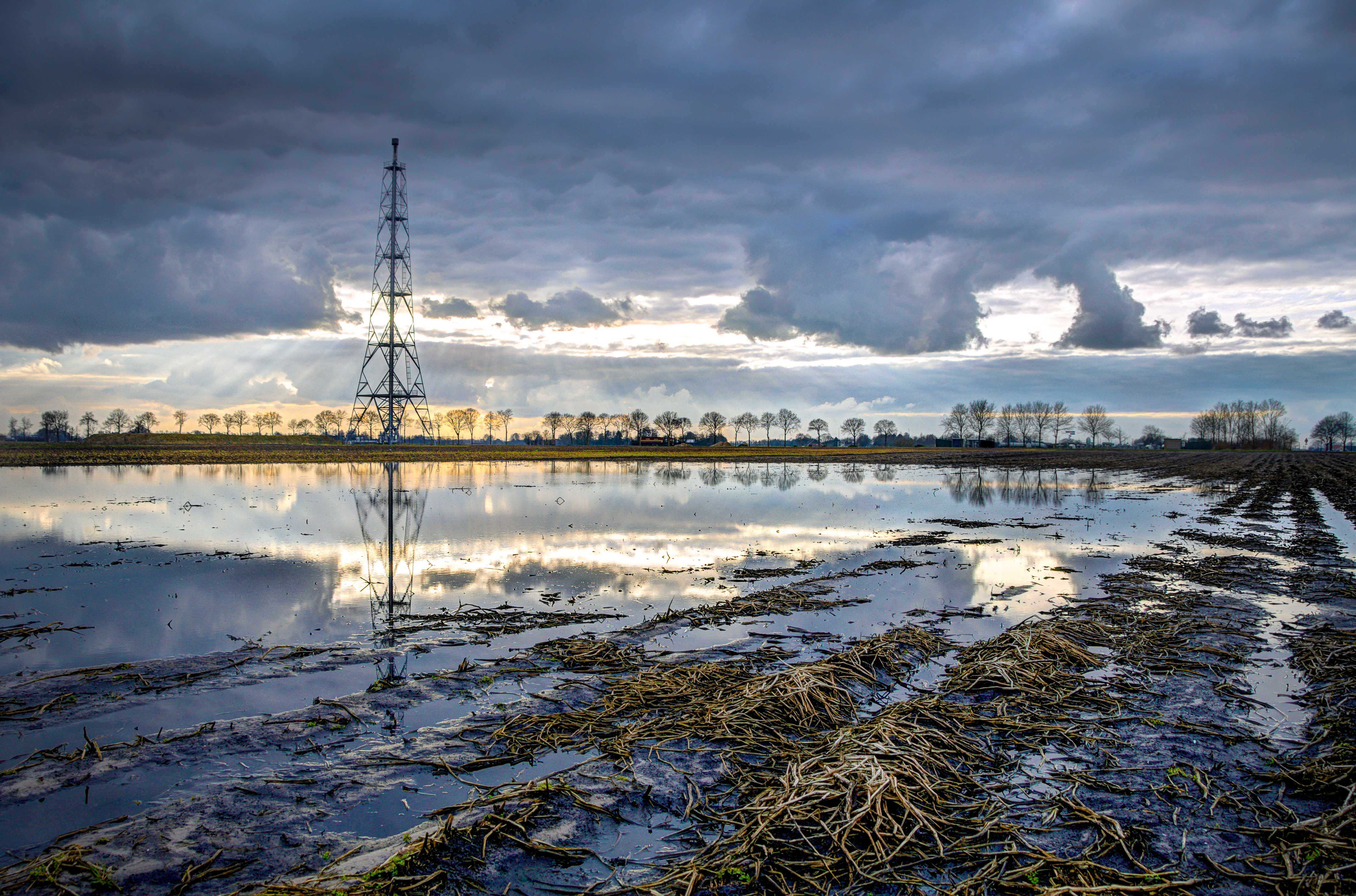
Station Wildervank i Groningens gasfält

Naturgas i Nederländerna svarar för en tredjedel av energianvändningen i landet, medan oljan svarar för hälften.
År 2021 var naturgaskonsumtionen 40 miljarder m3. Mellan 2012 och 2020 har den fluktuerat mellan 38 och 44 miljarder m3. Hushåll, kraftverk och byggnadsindustrin svarade för genomsnittligt vardera 25%.  Landets hushåll är nära nog totalberoende av naturgas för uppvärmning. 92% av hushållen använder gas för värme.

## Produktion
Oljetillgångarna i den nederländska delen av Nordsjön år måttliga, men Nederländerna beräknas ha 25% av naturgasreserverna inom Europeiska Unionen. De beräknades 2014 till omkring 0,3% av de samlade reserverna i världen. 
År 1948 hittade Nederlandse Aardolie Maatschappij ekonomiskt utvinningsbara naturgasreserver i flera mindre gasfält nära Coevorden i Drenthe. Gas hittades också på ett antal andra ställen under de närmast följande åren. År 1951 var Coevorden den första kommunen i Nederländerna som försågs med naturgas. 
År 1959 upptäcktes den första naturgasen i provinsen Groningen nära Slochteren. Fyndigheterna i Groningen medförde att gasexporten ökade. Under 1970-talet drev exporten av naturgas upp kursen på gulden. Detta ledde till problem för annan exportindustri, vilket i sin tur ledde till problem  i den nederländska ekonomin med kraftigt ökad arbetslöshet, som kom att kallas holländska sjukan.
År 2021 utvanns i Nederländerna 20,6 miljarder m3) (2020: 22,8 miljarder m3). Landet har betydande naturgaslager i tidigare exploaterade gasfält. Vid slutet av december 2020 lagrades 11 miljarder m3 naturgas i underjordiska naturgaslager.

## Import
Åren 2014–2015 beslöt regeringen att väsentligt minska gasproduktionen  i provinsen Groningen på grund av problem med sjunkande mark, bebyggelse på varierande marknivåer och små jordskalv, vilket åstadkom skador på fast egendom. År 2018 beslöt regeringen att helt upphöra med gasutvinning i provinsen Groningen genom att gradvis årligen minska produktionen med sikte på ett fullständigt upphörande mot slutet av 2020-talet.
Fram till 2018 var Nederländerna nettoexportör av naturgas. Från 2018 är landet nettoimportör, 2020 med 18,8 miljarder m3 och 2021 med 13,4 miljarder m3.